# K8551/8552次列车
K8551/8552次列车是中国铁路运行于安徽省芜湖至安徽省池州间的快速旅客列车，于2009年4月1日起开行，2010年4月26日起改为现车次，由上海铁路局合肥客运段负责客运乘务，列车全程运行135公里，是为了解决K8553/8554次列车到达池州站后无乘务员公寓及客列检而折返开行的列车，2016年1月10日起停运。

## 历史
2009年4月1日运行图调整后，上海铁路局增开芜湖至池州5155/5156次普通旅客快车一对，使用中国铁路22B型客车。
2010年4月26日运行图调整后，5155/5156次列车升级为快速旅客列车，车次为K8551/8552次。
2012年9月20日起，池州至芜湖K8552次更换为新型空调列车，2012年9月21日起，芜湖至池州K8552次更换为新型空调列车。
2016年1月10日运行图调整后，受宁安客运专线开通影响，K8551/8552次列车停运。

## 列车编组
| 车厢编号 | 1                | 2-11         | 12         | 13-15                  | 16                     |
| 车型     | KD25G 空调发电车 | YZ25G 硬座车 | CA25G 餐车 | YW25G 硬卧车（代硬座） | YW25G 硬卧车（宿营车） |

## 机车交路
| 车站区段      | 芜湖－池州              |
| 本务机车 配属 | DF4D型内燃机车 上局合段 |

## 时刻表
- 数据截止至2014年12月10日。

| K8551次 | K8551次 | K8551次 | K8551次 | 停靠站 | K8552次 | K8552次 | K8552次 | K8552次 |
| 里程    | 天数    | 到点    | 开点    | 停靠站 | 到点    | 开点    | 天数    | 里程    |
| ------- | ------- | ------- | ------- | ------ | ------- | ------- | ------- | ------- |
| 0       | 当天    | --      | 7:38    | 芜湖   | 21:00   | --      | 当天    | 135     |
| 78      | 当天    | 9:08    | 9:12    | 铜陵   | 19:10   | 19:15   | 当天    | 57      |
| 135     | 当天    | 10:30   | --      | 池州   | --      | 18:28   | 当天    | 0       |